# 孫志峰
孫 志峰(そん しほう、1991年7月17日 - )は、中国の遼寧省・丹東市出身の女子スノーボード選手。
2006年トリノオリンピックには中国選手団最年少の14歳ながら出場を果たした。女子ハーフパイプに出場したものの予選31位に終わり、決勝進出はならなかった。
2010年バンクーバーオリンピックではハーフパイプで7位入賞を果たした。